# Élections municipales de 2017 en Chaudière-Appalaches
Les élections municipales québécoises de 2017 se déroulent le 5 novembre 2017. Elles permettent d'élire les maires et les conseillers de chacune des municipalités locales du Québec, ainsi que les préfets de quelques municipalités régionales de comté.

## Chaudière-Appalaches

### Lévis
| Partis                         | Partis                              | Candidats pour la mairie     | Vote   | %     |
| ------------------------------ | ----------------------------------- | ---------------------------- | ------ | ----- |
|                                | Lévis Force 10 - Équipe Lehouillier | Gilles Lehouillier (sortant) | 36 915 | 92,16 |
|                                | Indépendant                         | André Voyer                  | 3 139  | 7,84  |
| Taux de participation : 36,5 % |                                     |                              |        |       |